# کارل رودرر
کارل رودرر (انگلیسی: Karl Röderer؛ ۱۲ ژوئیهٔ ۱۸۶۸ – ۲۸ اوت ۱۹۲۸) تیرانداز اهل سوئیس بود.